# Батюк Валентин Євгенович
Валенти́н Євге́нович Батю́́к (нар. 13 лютого 1979 — пом. 28 липня 2014) — солдат Збройних сил України, учасник російсько-української війни.

## Життєпис
Народився 1979 року в селі Городище (Чуднівський район, Житомирська область). Закінчив Бичівську ЗОШ.
В часі війни — солдат, стрілець-помічник гранатометника 30-ї окремої механізованої бригади.
Загинув у бою за стратегічно важливу висоту Савур-Могила на стику кордонів Луганської, Донецької областей та державного кордону України з Росією. Зранку 28 липня підрозділи 95 оаембр разом з підрозділами 30 омбр висунулись у визначені райони для штурму кургану Савур-Могили. Загони 95-ї бригади у взаємодії з 1-ю БТГр 30 обмр провели штурм та захоплення кургану Савур-Могила. Попереду йшли танково-механізовані підрозділи, за ними аеромобільні. Бій тривав близько 2 годин. 30 омбр втратили 2 БМП, одна підірвалась на міні, другу підбили. Штурмові групи обстрілювали з «Градів» бойовики і росіяни. Позиції на висоті мали бути передані БТГр «Колос» 51 омбр. Піхотинці утримували Савур-могилу з 21:00 вечора 28 липня до 4:00 ранку 29 липня. Але через сильний артилерійський обстріл з російської території підрозділам 51 омбр довелось відступити. У тому ж бою загинули Сергій Гаврилюк, Іван Тимощук.
Похований у селі Рогізна, Любарський район.
Без Валентина лишились батьки і два брати.

## Нагороди та вшанування
17 липня 2015 року — за особисту мужність і героїзм, виявлені у захисті державного суверенітету та територіальної цілісності України, вірність військовій присязі під час російсько-української війни, відзначений — нагороджений орденом «За мужність» III ступеня (посмертно).
25 грудня 2014-го в селі Бичева на приміщенні місцевої ЗОШ відкрили меморіальну дошку випускнику Валентинові Батюку.